# Estación de Tudela-Veguín
Tudela-Veguín (Veguín, según la nomenclatura de Renfe) es una estación de ferrocarril situada en el municipio español de Oviedo, en el Principado de Asturias. Forma parte de la línea C-2 de Cercanías Asturias. Cumple también funciones logísticas.

## Situación ferroviaria
Se encuentra en el punto kilométrico 8,151 de la línea férrea de ancho ibérico que une Soto de Rey con El Entrego, correspondiente a Tudela Veguín, a 172 metros de altitud. El tramo es de vía única y está electrificado.
Tudela-Veguín también es inicio de la línea de 14,1 km que la une con Lugo de Llanera con servicio únicamente para mercancías. Es una línea de vía única electrificada que sirve para evitar el paso de los trenes por la ciudad de Oviedo.

## Historia
La estación fue abierta al tráfico el 1 de julio de 1894 con la apertura de la línea Soto de Rey-Ciaño. Este ferrocarril de clara vocación minera fue construido por Norte aunque la concesión inicial la obtuvo el Conde Sizzo-Noris en 1888. Norte explotó el trazado hasta su desaparición en 1941 con la nacionalización del ferrocarril en España y la creación de RENFE. 
Desde el 31 de diciembre de 2004 Renfe Operadora explota la línea mientras que Adif es la titular de las instalaciones ferroviarias.

## Servicios ferroviarios

### Cercanías
Forma parte de la C-2 de Cercanías Asturias. La frecuencia habitual de trenes es de un tren cada 60 minutos.
| procedencia/destino | < estación                 | Línea | estación > | destino/procedencia |
| ------------------- | -------------------------- | ----- | ---------- | ------------------- |
| Llamaquique         | Santa Eulalia de Manzaneda |       | Peña Rubia | El Entrego          |